# Federació Georgiana de Futbol
La Federació Georgiana de Futbol (en georgià: საქართველოს ფეხბურთის ფედერაცია, Sakartvelos pekhburtis pederatsia, en anglès: Georgian Football Federation (GFF)) és la institució que regeix el futbol a Geòrgia. Agrupa tots els clubs de futbol del país i es fa càrrec de l'organització de la Lliga georgiana de futbol (უმაღლესი ლიგა, Erovnuli Liga), la Copa de Geòrgia (საქართველოს თასი, Sakartvelos Tasi) i la Supercopa de Geòrgia (საქართველოს სუპერთასი). També és titular de la Selecció nacional georgiana absoluta i les de les altres categories. Té la seu a la capital, Tbilisi.

## Història
Va ser fundada el 1936 com a part de la Federació de Futbol de l'URSS fins que el 15 de febrer del 1990 el Congrés de Futbol de Geòrgia va decidir abandonar les competicions de la Unió Soviètica i organitzar el seu propi campionat nacional. Alhora, Nodar Akhalkatsi, que com a entrenador va portar el FC Dinamo Tbilisi a la glòria en guanyar la Recopa de la UEFA de 1981, va ser elegit el primer president de l'autònoma Federació Georgiana de Futbol (Sakartvelos Fekhburtis Federatsia - SFF). L'URSS va caure definitivament el desembre del 1991.
L'any 1990 es va disputar la primera temporada de la Premier League, actualment Erovnuli Lliga (inicialment coneguda com a Umaglesi Lliga), i també va ser l'any de debut de Geòrgia com a selecció nacional, el dia 27 de maig, amb un amistós davant de Lituània que va quedar empat, 2-2. I el 1992, la Federació Georgiana de Futbol va ser admesa per l'organisme governant del futbol mundial, la FIFA, i conseqüentment es va convertir en membre de la UEFA.
La selecció nacional va tenir el seu baptisme en una competició oficial a la fase de classificació per a l'EURO '96, començant amb un partit a casa davant Moldàvia el 7 de setembre de 1994. Tot i que es va perdre aquest partit, l'equip va acabar en tercera posició en un grup en què també hi havia Alemanya, Bulgària, Albània i Gal·les. Geòrgia va aconseguir la seva primera victòria davant dels gal·lesos precisament. Va ser una golejada 5-0 a Tbilisi, amb gols de Temuri Ketsbaia (2), Georgi Kinkladze, Gocha Gogrichiani i Shota Arveladze. Més tard, la selecció georgiana va empatar amb Polònia al tercer lloc del grup de fase de classificació per a la Copa Mundial de la FIFA de França 1998. I a la prèvia de la Copa Mundial de 2002 va acabar en la mateixa posició després d'Itàlia i Romania.
Després de Nodar Akhalkatsi Jr, que va estar al càrrec de la Federació a la primera dècada del segle XXI, alguns grans noms s'han unit a la selecció, com Klaus Toppmöller i Héctor Cúper. Tot i això, va ser l'exjugador de Geòrgia, Ketsbaia, el que ha tingut més èxit, aconseguint una ratxa de deu partits invicte i de superar els 40 a la banqueta nacional. Entre aquests partits, un empat zero davant França i un triomf per 1-0 davant Croàcia, amb tant de Levan Kobiashvili. Posteriorment, Kobiashvili es va convertir en el primer jugador que juga 100 matxs amb Geòrgia. La selecció georgiana és entrenada actualment per l'eslovac Vladimir Weiss, i un èxit notable va ser el triomf per 1-0 contra Espanya en un amistós el juny del 2016.
Geòrgia també va deixar la seva empremta a nivell juvenil i va assolir la fase final en diverses competicions. Després de la seva aparició al Campionat d'Europa Sub-17 i al Campionat Sub-19 de la UEFA, va sobrepassar aquests èxits en assolir els quarts de final del sub-17 el 2002. Va haver d'esperar deu anys per aconseguir el seu següent èxit, aconseguint les semifinals del Campionat d'Europa Sub-17 del 2012 abans de disputar la fase de final del Campionat d'Europa Sub-19 de la UEFA el 2013.
En competicions de clubs, els equips georgians participen cada any a la UEFA Champions League i la UEFA Europa League, començant habitualment a les rondes preliminars. Tot i això, els equips del país encara no han superat les marques establertes pel Dinamo Tbilisi a la dècada dels 70 i primers anys dels 80. El Dínamo no només va guanyar la Recopa de la UEFA derrotant el FC Carl Zeiss Jena a la final de Dússeldorf el 1981. L'equip d'Akhalkatsi també va ser semifinalista la temporada següent, i va derrotar el Liverpool FC en el seu debut a la Copa d'Europa el 1979.
Un altre fet important en el desenvolupament del futbol a Geòrgia va passar el 1998 quan, sota la presidència de Merab Zhordania, la GFF va reorganitzar l'estructura de la Premier League, reduint els equips de 16 a 12. Aquest canvi, un entre una sèrie de reformes que es van realitzar, va tenir un efecte positiu com corroboren les audiències d'una competició més fresca i emocionant. El següent pas va ser la classificació del Dinamo Tbilisi per a la fase de grups de la Copa de la UEFA del 2004, quan el torneig es va disputar sota el nou format.
Amb un nou pla estratègic de cinc anys, el futbol aficionat està creixent. Les competicions nacionals involucren onze regions amb més de 3.000 equips aficionats i 8.000 aficionats. L'objectiu és que el futbol georgià augmenti el seu perfil i s'esforci per participar en la Copa de les Regions de la UEFA, amb l'últim precedent viscut el 2008. Geòrgia també ha afinat les estructures nacionals de futbol sala a partir del 2016 i la selecció nacional es va classificar als play-offs de l'Eurocopa de Futbol de Sala de la UEFA 2018.
El campionat femení absolut va ser inaugurat el 2016 amb sis equips, passant a nou el 2017. Un gran honor per a Geòrgia va arribar quan va ser nomenat amfitrió de cara a la ronda final del Campionat d'Europa Femení Sub-19 de la UEFA el 2020.

## Presidents
| Nom                  | Anys            |
| -------------------- | --------------- |
| Nodar Akhalkatsi     | 1990-1998       |
| Merab Zhordania      | 1998-2005       |
| Nodar Akhalkatsi Jr. | 2005-2007       |
| Georgi Nemsadze      | 2007            |
| Nodar Akhalkatsi Jr. | 2007-2009       |
| Domenti Sichinava    | 2009-2015       |
| Levan Kobiashvili    | 2015-actualitat |